# Sozialistische Föderative Republik Jugoslawien
Die Sozialistische Föderative Republik Jugoslawien (zunächst Demokratisches Föderatives Jugoslawien; von 1945 bis 1963 Föderative Volksrepublik Jugoslawien, kurz FVRJ), kurz SFR Jugoslawien oder SFRJ, war ein blockfreier Staat in Südosteuropa, der von 1945 bis 1992 bestand. Der sozialistische Einparteienstaat wurde autokratisch von Josip Broz Tito (1892–1980) und dem Bund der Kommunisten Jugoslawiens regiert (Titoismus).
Dieses sogenannte „Zweite Jugoslawien“ entstand nach dem Zweiten Weltkrieg als Nachfolgestaat des Königreichs Jugoslawien. Nach dem Tod Titos und ungelösten innenpolitischen Konflikten zerfiel der Bundesstaat in den von 1991 bis 2001 geführten Jugoslawienkriegen in die heute unabhängigen Staaten Slowenien, Kroatien, Bosnien und Herzegowina, Montenegro, Serbien, Nordmazedonien und Kosovo.

## Geographie
Jugoslawien grenzte an Italien, Österreich, Ungarn, Rumänien, Bulgarien, Griechenland und Albanien, mit einer langen Küste am Adriatischen Meer mit zahlreichen Inseln. Nach dem Anschluss der Zone B des Freien Territoriums von Triest umfasste das Staatsgebiet ab 1954 eine Fläche von 255.804 km².
Der Nordosten des Landes war relativ flach, der Rest des Landes eher gebirgig. Höchster Berg war der Triglav (2864 m, in den Julischen Alpen nahe Jesenice), gefolgt vom Golem Korab (2753 m, im Korabgebirge, auf der Grenze zu Albanien westlich von Gostivar) und dem Titov Vrv (2747 m, im Šar Planina nahe Tetovo).
An der Grenze zu Albanien lagen drei große Seen: der Skutarisee, der Ohridsee und der Prespasee. Die Donau durchfloss den Nordosten Jugoslawiens (u. a. die Städte Novi Sad und Belgrad) und bildete einen Teil der Grenze zu Rumänien, das dortige Durchbruchstal wird als Eisernes Tor (serbokroatisch: Đerdap) bezeichnet. Wichtige Nebenflüsse der Donau in Jugoslawien waren die Drau (Drava), die Save (Sava) und die Morava.

## Bevölkerung

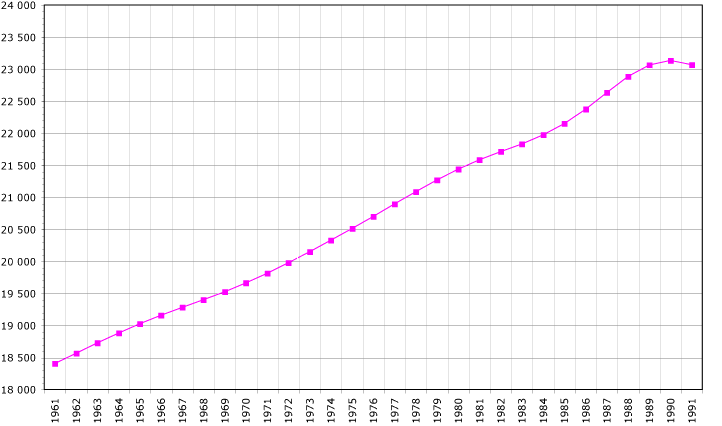
Bevölkerungsentwicklung 1961–1991: Zunahme von 18,4 auf 23 Millionen (+25 %)

Jugoslawien hatte 1991 rund 23 Millionen Einwohner, es gab 19 Städte mit jeweils mehr als 100.000 Einwohnern. Die größten Städte waren Belgrad (1.168.000 Einwohner) und Zagreb (706.800 Einwohner), gefolgt von Sarajevo, Skopje und Ljubljana. Von 1961 bis 1991 nahm die Bevölkerung Jugoslawiens um 25 % zu.

## Geschichte

### Unter Tito (1945–1980)

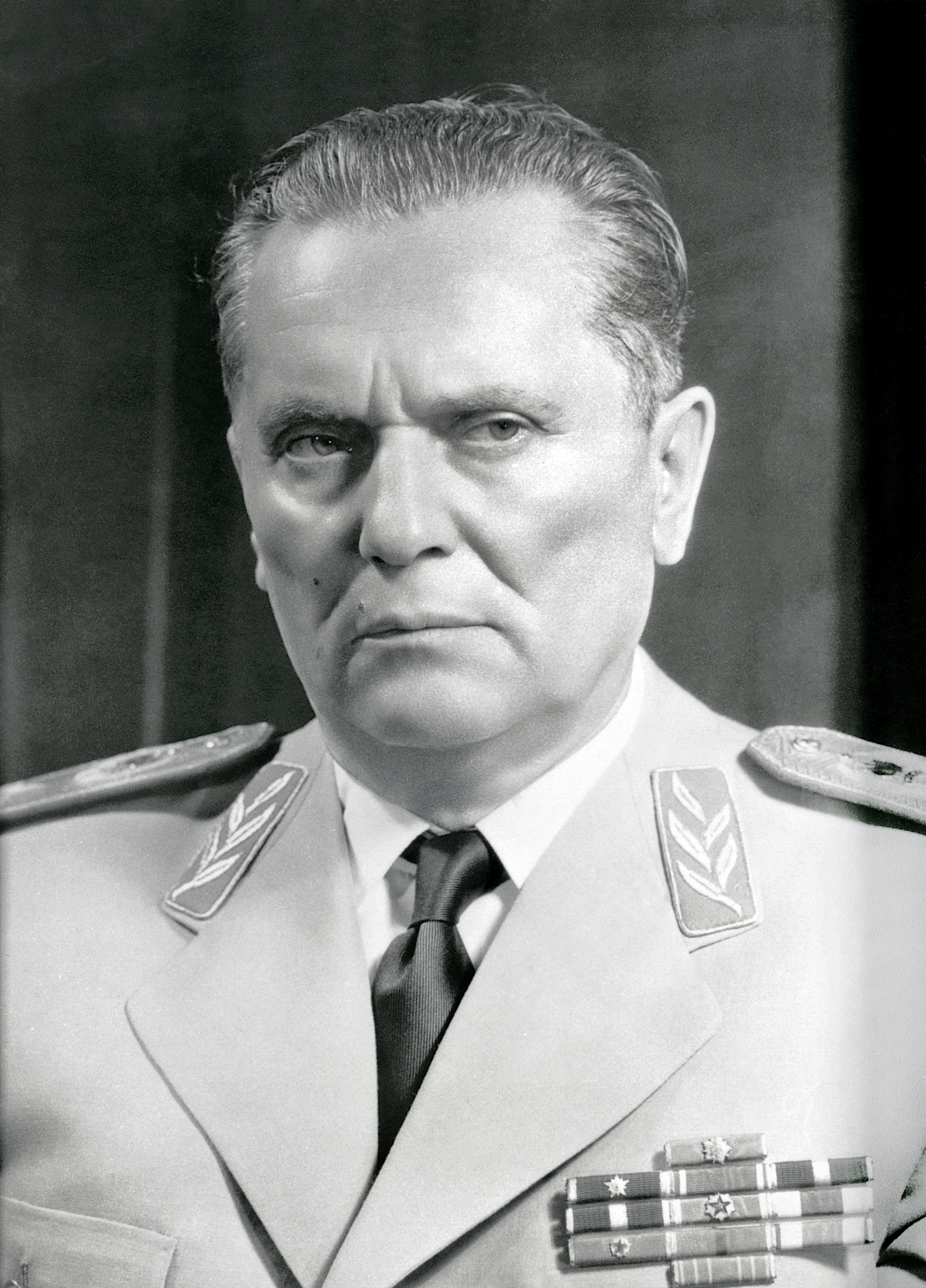
Josip Broz Tito (1961)

Mit den AVNOJ-Beschlüssen vom 29. November 1943 wurde während des Zweiten Weltkrieges der Grundstein für eine neue Föderation südslawischer Völker unter der Führung der Kommunistischen Partei Jugoslawiens (KPJ) gelegt.
Die vorübergehende Regierung dieser Föderativen Volksrepublik Jugoslawien, unter Titos Vorsitz, wurde im März 1945 gegründet und war von Großbritannien, den USA und der Sowjetunion anerkannt worden.
Nach dem Zweiten Weltkrieg wurde Jugoslawien als sozialistischer Bundesstaat aus sechs Teilrepubliken (Slowenien, Kroatien, Bosnien und Herzegowina, Montenegro, Serbien und Mazedonien) gegründet. Am 29. November 1945 wurde die Föderative Volksrepublik Jugoslawien (Federativna Narodna Republika Jugoslavija) proklamiert, nachdem Titos kommunistische Volksfront die Wahlen gewonnen hatte.
Im Jahre 1948 distanzierte sich Tito immer mehr von der Sowjetunion und dem Ostblock, und es kam zum Bruch. Tito verfolgte einen eigenen jugoslawischen Sozialismus (Titoismus). Jugoslawien näherte sich immer mehr dem Westen an und war außerdem Gründungsmitglied der blockfreien Staaten. Dies und das Modell der Arbeiterselbstverwaltung führte zu großem Interesse in der westeuropäischen Linken bis weit ins sozialdemokratische Spektrum hinein. In der BRD pflegte besonders die Jugendorganisation Falken seit den 1950er Jahren Kontakte und Austausch mit Jugoslawien. Mit der Studentenbewegung ab 1967 intensivierte sich dieses Interesse, das jedoch nie ohne Reibungen und Kritik verlief.

Jugoslawien (dunkelgrün) zwischen den Machtblöcken (blau: NATO, rot: Warschauer Pakt)

Am 7. April 1963 wurde der Staat in die Sozialistische Föderative Republik Jugoslawien (Socijalistička Federativna Republika Jugoslavija/SFRJ) umbenannt.

### Präsidialregierung und Zerfall (1980–1992)
Nach dem Tod Titos am 4. Mai 1980 übernahm das Präsidium der Republik die Regierungsgeschäfte. Die acht Mitglieder setzten sich aus je einem Vertreter der sechs Teilrepubliken und der zwei autonomen Provinzen zusammen. Immer mehr kam es jedoch zu Unstimmigkeiten, da die integrative Persönlichkeit Tito fehlte.
Außer in Serbien wurden in allen ehemaligen Teilrepubliken des ehemaligen Jugoslawien nach durchgeführten demokratischen Wahlen Referenden über die staatliche Souveränität abgehalten.
Bei jeweils sehr hohen Wahlbeteiligungen stimmten für die jeweilige staatliche Souveränität:
- Slowenien: 88 Prozent
- Kroatien: 94,7 Prozent
- Bosnien-Herzegowina: 92,8 Prozent
- Mazedonien: 91 Prozent
- Montenegro: 55,5 Prozent.

Vor allem in Kroatien und Bosnien-Herzegowina hatten die jeweils serbischen wahlberechtigten Einwohner die Abstimmungen allerdings boykottiert.
Belgrad versuchte die Unabhängigkeitsbestrebungen zuerst militärisch zu unterwerfen. So intervenierte die Jugoslawische Volksarmee (JNA) zuerst 1991 in Slowenien (10-Tage-Krieg) und daraufhin auf Seiten der Krajina-Serben in Kroatien (Kroatienkrieg). Als dies misslang, verlagerte sich der Krieg dann immer mehr nach Bosnien-Herzegowina (Bosnienkrieg). Letztendlich gelang den drei Staaten jedoch die Durchsetzung ihrer Unabhängigkeit.

Der politische Zerfall Jugoslawiens

Der 26. April 1992 wird von Beobachtern als der Tag der letztendlich vollzogenen Auflösung der Föderation betrachtet. Mazedonien trennt sich dabei umgehend vom jugoslawischen Dinar.

### „Restjugoslawien“

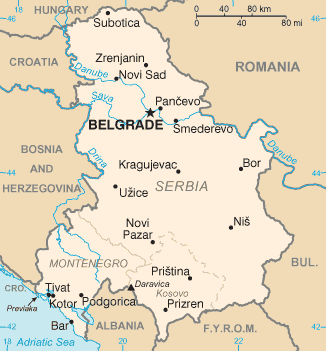
Serbien und Montenegro um 2005

Nachdem die Föderation in ihre Einzelstaaten zerbrochen war, arrangierten sich Serbien und Montenegro und bildeten 1992 den gemeinsamen Staat Bundesrepublik Jugoslawien.
Der UN-Sicherheitsrat beschloss am 19. September 1992 mit der Resolution 777, dass die aus Serbien und Montenegro bestehende Bundesrepublik Jugoslawien (BRJ) nicht automatisch die Rechtsnachfolge der Sozialistischen Bundesrepublik Jugoslawien als Mitgliedsstaat der UNO antreten könne, sondern sich ebenso wie die anderen Nachfolgestaaten neu um eine Mitgliedschaft bewerben müsse. Die Vollversammlung der Vereinten Nationen in New York bestätigte dies durch Mehrheitsbeschluss (Billigung von 127 Ländern bei 26 Enthaltungen und sechs Gegenstimmen). Die Bundesrepublik Jugoslawien dürfe deshalb den Sitz der Sozialistischen Bundesrepublik Jugoslawien in der UN-Vollversammlung nicht mehr wahrnehmen. Da die BRJ sich aber stets unbeirrt als völkerrechtlich identisch mit dieser angesehen hatte und sich weigerte, den konträren Beschluss zu akzeptieren, verlor sie ihren Sitz in der UN-Vollversammlung.
Die Bundesrepublik Jugoslawien wurde 2003 in einen Staatenbund umgewandelt und nahm mit einer neuen Verfassung den Namen Serbien und Montenegro an. Dies stellte das Ende des Staatsnamens „Jugoslawien“ dar. Nach dem Zerfall des Staatenbundes im Jahr 2006 gingen daraus die heutigen Staaten Serbien und Montenegro hervor.

## Politik

### Politisches System
Soweit nicht anders angegeben beziehen sich die Angaben auf die Verfassung von 1974, die bis 1988 gültig war:

#### Bundesebene

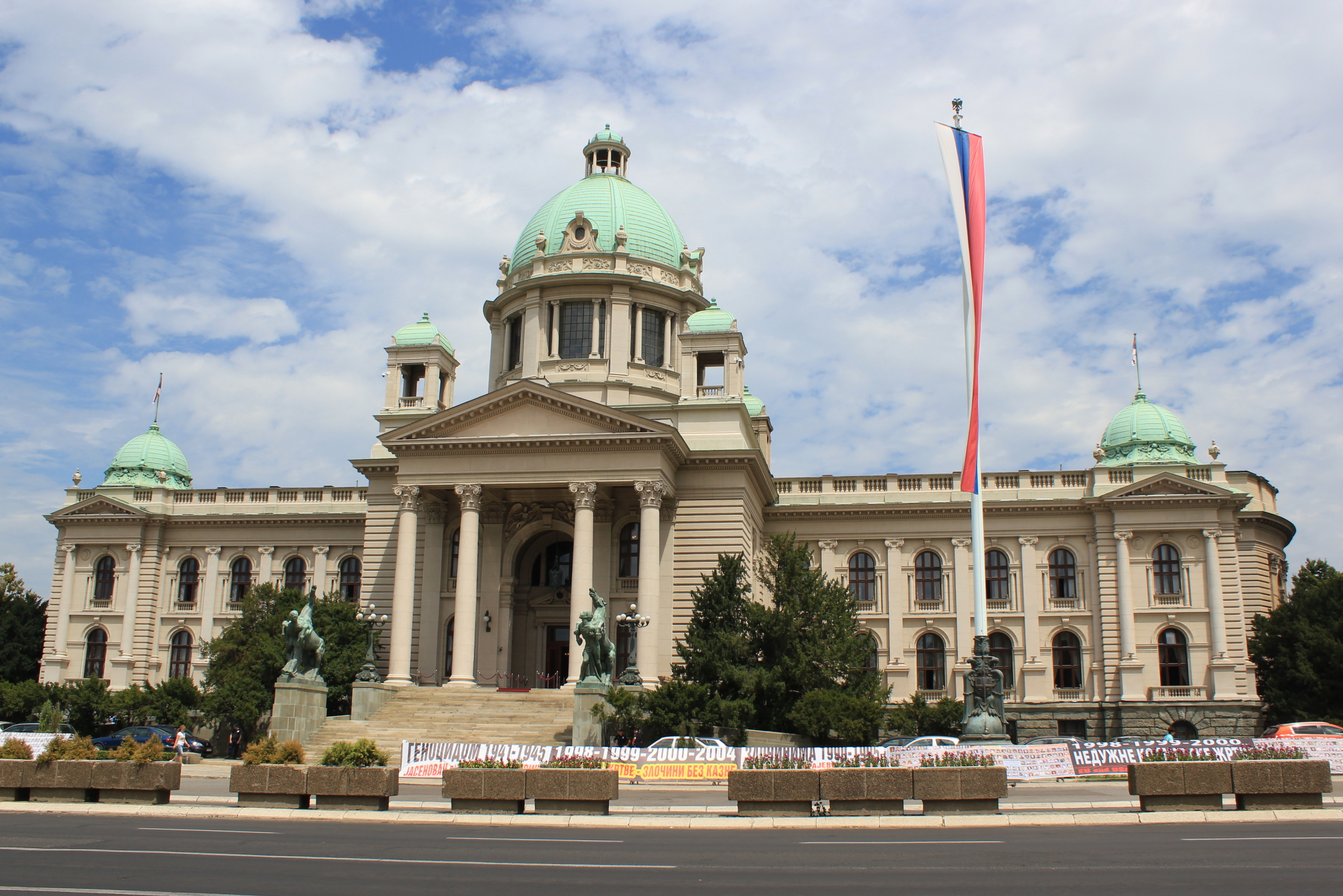
Gebäude der Bundesversammlung in Belgrad

Staatsoberhaupt war nach Titos Tod das Präsidium der Sozialistischen Föderativen Republik Jugoslawien, das sich aus je einem auf fünf Jahre gewählten Vertreter jeder Republik und Autonomen Provinz sowie dem Vorsitzenden des BDKJ zusammensetzte; jährlich wurde ein neuer Vorsitzender des Präsidiums bestimmt.
Die Funktion einer Bundesregierung hatte der Bundesexekutivrat. Dieser setzte sich zusammen aus:
- dem Ministerpräsidenten (Vorsitzender des Bundesexekutivrates, Regierungschef)
- den Bundessekretären (Ministern)
- Vertretern der Republiken und Autonomen Provinzen
- Leitern der Bundesverwaltungsorgane

Das Parlament auf Bundesebene war die Bundesversammlung, die aus dem Rat der Republiken und Provinzen (12 Delegierte aus jeder der 6 Republiken, 8 Delegierte aus jeder der 2 Autonomen Provinzen, zusammen also 88 Delegierte) und dem Bundesrat (Delegierte der Selbstverwaltungsorganisationen und gesellschaftspolitischen Organisationen: 30 je Republik und 20 je Autonomer Provinz, zusammen also 220 Delegierte) bestand.

#### Republiken und Provinzen
Im Gegensatz zum Königreich Jugoslawien, das seit 1929 in neun Banschaften (Verwaltungsbezirke) unterteilt war, bestand die SFR Jugoslawien aus den sechs Teilrepubliken Bosnien und Herzegowina, Kroatien, Mazedonien, Montenegro, Serbien und Slowenien. Mit der Verfassung von 1974 wurden innerhalb der Teilrepublik Serbien die zwei Autonomen Provinzen Kosovo und Vojvodina gebildet. Im Laufe der Zeit erhielten die Republiken und Provinzen immer mehr Kompetenzen (siehe Abschnitt „Verfassung“).
| Republik                                        | Hauptstadt | Fläche (km²)    | Flagge | Wappen | Lage |
| ----------------------------------------------- | ---------- | --------------- | ------ | ------ | ---- |
| Sozialistische Republik Slowenien               | Ljubljana  | 20.253          |        |        |      |
| Sozialistische Republik Kroatien                | Zagreb     | 56.542          |        |        |      |
| Sozialistische Republik Bosnien und Herzegowina | Sarajevo   | 51.129          |        |        |      |
| Sozialistische Republik Montenegro              | Titograd   | 13.812          |        |        |      |
| Sozialistische Republik Mazedonien              | Skopje     | 25.713          |        |        |      |
| Sozialistische Republik Serbien                 | Belgrad    | 88.361 (55.968) |        |        |      |
| Autonome Provinzen der SR Serbien               | Hauptstadt | Fläche (km²)    |        |        |      |
| Sozialistische Autonome Provinz Vojvodina       | Novi Sad   | 21.506          |        |        |      |
| Sozialistische Autonome Provinz Kosovo          | Priština   | 10.887          |        |        |      |

#### Kommunale Ebene
Als politische Einheit auf kommunaler Ebene gab es die Gemeinde (serbokroatisch: opština/općina, mazedonisch: Општина, slowenisch: občina), die in einzelne Ortschaften (naselje) unterteilt war. Dabei handelte es sich üblicherweise um eine Stadt und die umliegenden kleineren Dörfer.

### Verfassung
Die erste Verfassung der SFR Jugoslawien war nach dem Vorbild der Verfassung der Sowjetunion von 1936 gestaltet und trat am 31. Januar 1946 in Kraft. Sie garantierte erstmals die volle rechtliche, wirtschaftliche und gesellschaftliche Gleichberechtigung der Geschlechter, auch das Frauenwahlrecht. Sie wurde durch das Verfassungsgesetz vom 13. Januar 1953 ersetzt.
Am 7. April 1963 trat die dritte Verfassung in Kraft, die den Selbstverwaltungssozialismus in der Verfassung verankerte sowie eine Abkehr vom Zentralismus, so dass Kompetenzen von der Bundesebene auf die Ebene der Republiken übertragen wurden. Diese Verfassung wurde wiederum am 18. April 1967, am 26. Dezember 1968 und am 30. Juni 1971 geändert.
Eine vierte Verfassung trat am 21. Februar 1974 in Kraft und blieb bis zum Zerfall des Staates gültig. Darin wurde Jugoslawien als Diktatur des Proletariats in einer „selbstverwaltend-demokratischen“ Form beschrieben. In den Vorgängerverfassungen war dagegen von einer „sozialistischen Demokratie“ die Rede gewesen. Zudem enthielt sie eine noch stärkere Föderalisierung und wertete die Provinzen Vojvodina und Kosovo innerhalb der SR Serbien zu Autonomen Provinzen auf, die damit einen annähernd den Republiken gleichrangigen Status erhielten und Serbien nur formell unterstanden. Ihnen wurde aber im Gegensatz zu den Republiken kein Recht auf Selbstbestimmung (einschließlich des Rechts auf Sezession) eingeräumt. Die Verfassung von 1974 galt als die Verfassung mit dem längsten Text (als die mit dem kürzesten Text galt die – inzwischen überholte – der Volksrepublik China; Großbritannien hat keine geschriebene Verfassung). Am 25. November 1988 wurde die Verfassung deutlich verändert.

### Parteien und Massenorganisationen
Der Bund der Kommunisten Jugoslawiens war die einzige in der SFRJ existierende Partei, bis sich 1989 die Vereinigung für eine jugoslawische demokratische Initiative gründete und allmählich zu einer Partei entwickelte. Der Bund der Kommunisten Jugoslawiens löste sich ab Januar 1990 auf, nachdem der slowenische Bund der Kommunisten die Partei verlassen hatte. Im Laufe des Jahres 1990 gründeten sich auf lokaler Ebene zahlreiche neue, zumeist nationalistische Parteien; in den meisten Republiken bildeten sich auch Nachfolgeorganisationen des Bundes der Kommunisten, die teils sozialdemokratisch oder liberal, teils ebenfalls nationalistisch ausgerichtet waren. Der Ministerpräsident Ante Marković gründete mit dem Bund der Reformkräfte Jugoslawiens eine neue gesamtjugoslawische Partei mit sozialdemokratischem bis linksliberalem Profil.
Wichtige Massenorganisationen waren:
- Vereinigung der Pioniere von Jugoslawien/Jugendverband
- Sozialistischer Bund des werktätigen Volkes (SSRNJ)
- Gewerkschaftsbund (mit rund 5 Millionen Mitgliedern Anfang der 1980er Jahre)
- Bund der Kriegsteilnehmer

### Außenpolitik
Die Sozialistische Bundesrepublik Jugoslawien war der erste Staat, auf den die Bundesrepublik Deutschland am 19. Oktober 1957 wegen seiner wenige Tage zuvor erklärten de-jure-Anerkennung der DDR ihre Hallstein-Doktrin anwendete. Nachdem die Bundesregierung ihre diplomatischen Beziehungen zu Jugoslawien abbrach, vereinbarten beide Staaten am 31. Januar 1968 die Wiederaufnahme ihrer Beziehungen.
Die Bewegung der blockfreien Staaten (englisch: Non-Aligned Movement (NAM); serbokroatisch: Pokret Nesvrstanih) wurde 1961 in Belgrad gegründet. Josip Broz Tito gehörte neben dem ägyptischen Staatschef Nasser und dem indischen Premier Nehru zu den wichtigsten Wegbereitern der Bewegung. 1989 fand eine weitere Gipfelkonferenz der Blockfreien in Belgrad statt. Mit Josip Broz Tito stellte Jugoslawien in den Jahren 1961–1964 den Generalsekretär der NAM. Auch in den Jahren 1989–1992 wurde der Generalsekretär wieder von Jugoslawien gestellt. Das Amt wurde vom jeweiligen Vorsitzenden der kollektiven Präsidentschaft der SFRJ bekleidet, zunächst 1989/90 von Janez Drnovšek, dann nacheinander von Stjepan Mesić und Branko Kostić sowie vom Präsidenten der Bundesrepublik Jugoslawien, Dobrica Ćosić. Zumindest die letzteren drei übten diese Funktion nur auf dem Papier aus, so dass die NAM in dieser Zeit faktisch ohne Generalsekretär dastand.
Die SFRJ war unter anderem Mitglied folgender Internationaler Organisationen:
- Vereinte Nationen
- Allgemeines Zoll- und Handelsabkommen (GATT)
- Internationale Atomenergieorganisation (IAEA)
- Internationale Arbeitsorganisation (IAO)
- Organisation der Vereinten Nationen für Erziehung, Wissenschaft und Kultur (UNESCO)
- Rat für gegenseitige Wirtschaftshilfe (RGW bzw. Comecon, assoziiertes Mitglied ab 1964)

### Militär
Die Jugoslawische Volksarmee (JNA) war eine Wehrpflichtarmee, die in den 1980er Jahren eine Stärke von 240.000 Soldaten hatte (Heer: 191.000, Luftwaffe: 37.000, Marine: 13.000). Der Wehrdienst dauerte 15 Monate, ein Recht auf Kriegsdienstverweigerung gab es nicht. Eine vormilitärische Ausbildung erfolgte bereits an den Schulen. Neben der JNA gab es die Territoriale Verteidigung (TO), die aus rund 1 Million Menschen bestand, nur leicht bewaffnet war und im Falle einer Besetzung des Landes den Partisanenkampf aufnehmen sollte. Bemerkenswert war, dass die jugoslawische Volksarmee aufgrund der Blockfreiheit des Landes über Jahre gleichzeitig sowohl sowjetische als auch US-amerikanische Rüstungsgüter bezog. Laut der Military Balance des International Institute for Strategic Studies in London bestand die Panzerwaffe im Jahr 1984/85 aus u. a. 1500 sowjetischen T-34/-54/-55 Panzern und einigen T-72 sowie dem in Lizenz gebauten M-84, welcher auf dem Fahrgestell des T-72A basierte. Auch die Luftwaffe sowie die Luftabwehr bestand zum Großteil aus Waffen sowjetischer Herkunft, hier u. a. 130 MiG-21-Abfangjäger und einige An-12- und An-26-Transportflugzeuge.
Später konnte Jugoslawien einen großen Teil der Waffen selbst produzieren, allerdings teilweise in Lizenz von ausländischen Lizenzgebern. In einigen Fällen bauten jugoslawische Rüstungsunternehmen (z. B. Soko in Mostar) Flugzeuge und Waffen, die aus westlichen und östlichen Komponenten zusammengesetzt waren und neben dem Eigenbedarf auch für den Export in blockfreie Staaten gebaut wurden.

### Justiz
Die SFRJ und die Teilrepubliken hatten Verfassungsgerichte (ustavni sudovi). Im Übrigen unterschied die Bundesverfassung von 1974 zwischen ordentlichen Gerichten und Selbstverwaltungsgerichten. An der Spitze stand das Bundesgericht (Savezni sud). Darunter gab es zum einen die Militärgerichte (vojni sudovi) des Bundes, zum anderen die ordentlichen Gerichte (redovni sudovi) in den Republiken und Provinzen, also etwa Gemeinde- und Kreisgerichte (opštinski sudovi i okružni sudovi), Bezirkswirtschaftsgerichte und ein Höheres Wirtschaftsgericht (okružni privredni sudovi i Viši privredni sud) sowie ein Oberstes Gericht. Zu den Selbstverwaltungsgerichten (samoupravni sudovi) zählten u. a. die Gerichte assoziierter Arbeit und die Friedensräte.

## Wirtschaft
Die Sozialistische Föderative Republik Jugoslawien hatte zunächst kurzzeitig ein planwirtschaftliches Wirtschaftssystem nach dem Vorbild der Sowjetunion. Am 24. Mai 1944 wurde von der AVNOJ eine Enteignung des Vermögens aller Deutschen beschlossen. Dies betraf 50 % der gesamten Industrie und ca. 120.000 landwirtschaftliche Betriebe. Jugoslawien war Mitte der 1940er Jahre ein stark durch die Agrarwirtschaft geprägtes Land. 70 % der Bevölkerung arbeiteten in der Landwirtschaft, die 36 % des Sozialproduktes erwirtschaftete. Am 23. August 1945 wurde das Gesetz über die Agrarreform und Kolonisierung (Zakon o Agrarnoj reformi i kolonizaciji) erlassen, mit dem Großgrundbesitzer enteignet wurden (das „Feindvermögen“ war bereits konfisziert). Die landwirtschaftlichen Flächen wurden zunächst an Neubauern verteilt. Offiziell galt der Slogan „Der Boden denen, die ihn bebauen“. Vielfach waren jedoch nicht die lokalen Bauern, sondern verdiente Kämpfer des Widerstandes die Profiteure der Bodenreform.
Der Bruch Titos mit Stalin 1948 führte zu einer Wende in der Wirtschaftspolitik, hin zu einer Sozialistischen Marktwirtschaft. In einer weiteren Bodenreform 1948 erfolgte eine Forcierung der Zwangskollektivierung großer Teile der Landwirtschaft. Ab Anfang der 1950er Jahre wurde ein umfassendes System der Arbeiterselbstverwaltung eingerichtet.
Die Währung Jugoslawiens war der Jugoslawische Dinar. Innerhalb Jugoslawiens gab es ein deutliches wirtschaftliches Nord-Süd-Gefälle (Slowenien, Kroatien, Vojvodina gegenüber den anderen, südlicher gelegenen Teilrepubliken/Provinzen, wie z. B. Bosnien und Herzegowina, Mazedonien, Kosovo). Jugoslawien war dennoch das wirtschaftlich stärkste Land in Südosteuropa.
| Republik                           | BIP pro Kopf in $ |
| ---------------------------------- | ----------------- |
| Slowenien                          | 5.500             |
| Kroatien                           | 3.400             |
| Bosnien und Herzegowina            | 1.600             |
| Montenegro                         | 1.700             |
| Serbien (mit Kosovo und Vojvodina) | 2.200             |
| -darunter Provinz Vojvodina        | 3.250             |
| -darunter Provinz Kosovo           | 730               |
| Mazedonien                         | 1.400             |
| Jugoslawien                        | 2.600             |

## Tourismus
Die SFR Jugoslawien gehörte zwischen den 1960er Jahren und 1990 neben Italien und Spanien zu den beliebtesten (Sommer-)Reisezielen in Europa. Millionen Touristen verbrachten ihren Urlaub an der Adriaküste, den Inseln und dem Hinterland. Die meistbesuchte Teilrepublik war Kroatien, mit einer über 1800 Kilometer langen Küste und 1246 Inseln. Der Wintertourismus konzentrierte sich auf die Julischen Alpen, Karawanken (im Norden/Slowenien) und Sarajevo, wo 1984 die Olympischen Winterspiele stattfanden. Das Wahrzeichen des ehemaligen Jugoslawien, Stari Most (die Brücke von Mostar), war ebenfalls ein beliebtes Ziel von Touristen. Nicht nur die Mittelmeerküste Jugoslawiens war beliebt bei Besuchern, sondern auch die zahlreichen Seen im Land. Die bekanntesten Seen waren die Plitvicer Seen, der Bleder See, der Skutarisee (größter See Südosteuropas) und der Ohridsee in der ehemals südlichsten Teilrepublik Mazedonien, welcher zu den ältesten Seen der Welt gehört.

## Hochschulen

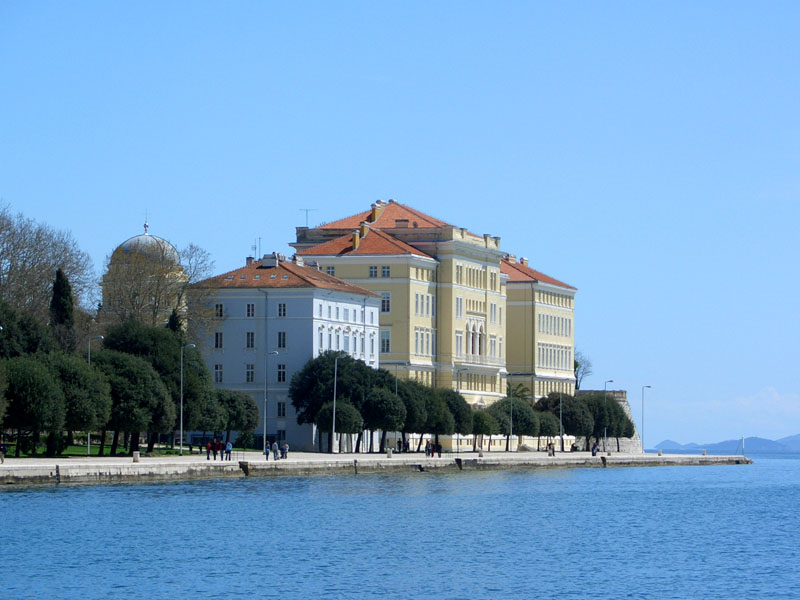
Universität in Zadar (Kroatien), direkt an der Adria gelegen

Zum Zeitpunkt der Gründung Jugoslawiens existierten die Universität Zagreb (gegründet 1669) und die Universität Belgrad (gegründet 1808).
Zwischen 1918 und 1992 wurden diese Universitäten neu gegründet:
- Universität Ljubljana (1919)
- Universität Sarajevo (1949)
- Universität Skopje (1949)
- Universität Novi Sad (1960)
- Universität Niš (1965)
- Universität Priština, heute Universität Prishtina Hasan Prishtina (1970)
- Universität der Künste Belgrad (1973)
- Universität Rijeka (1973)
- Universität Split (1974)
- Universität Titograd, heute Universität Montenegro (1974)
- Universität Banja Luka (1975)
- Universität Maribor (1975)
- Josip-Juraj-Strossmayer-Universität Osijek (1975)
- Universität Kragujevac (1976)
- Universität Tuzla (1976)
- Universität Mostar (1977)
- Universität Bitola (1979)

Ebenfalls neu gegründet wurden mehrere Fachhochschulen. Die Kunstakademien in Ljubljana, Zagreb und Priština wurden zunächst als eigenständige Hochschulen gegründet, später aber in die jeweilige Universität integriert. Weitere Kunst- und Musikhochschulen gab es unter anderem in Novi Sad und Dubrovnik.
Die erste Universität auf dem Gebiet des späteren Jugoslawiens war die Universität Zadar, die 1396 gegründet und 1807 geschlossen wurde. 1955 wurde in Zadar wieder eine Philosophische Fakultät eingerichtet. In den Jahren 1674 bis 1786 betrieb das Paulinerkloster in Lepoglava (bei Varaždin) eine Universität.

## Kultur